# Fath Union Sport de Rabat
El Fath Union Sport de Rabat (en árabe: اتحاد الفتح الرياضي الرباطي) es un club de fútbol de Marruecos que participa en la Botola Pro, la liga de fútbol más importante del país. Fue fundado en 1946 en la capital Rabat.

## Palmarés
- GNF 1: 1

2016
- - Subampeón: 3

1981, 2001, 2012
- Coupe du Trône: 6

1967, 1973, 1976, 1995, 2010, 2014
- - Subampeón: 3

1960, 2009, 2015
- GNF 2: 4

1962, 1998, 2007, 2009
- Copa Confederación de la CAF: 1

2010

## Participación en competiciones de la CAF
| Temporada | Torneo                       | Ronda            | Club                | Casa         | Visita       | Global   |
| --------- | ---------------------------- | ---------------- | ------------------- | ------------ | ------------ | -------- |
| 1996      | Recopa Africana              | Primera Ronda    | Mogas 90            | 5-0          | 0-1          | 5-1      |
| 1996      | Recopa Africana              | Segunda Ronda    | Stade d'Abidjan     | 2-0          | 1-1          | 3-1      |
| 1996      | Recopa Africana              | Cuartos de final | El Mokawloon        | 0-0          | 0-1          | 0-1      |
| 2002      | Copa CAF                     | Primera Ronda    | Attahaddy           | 1-1          | 3-1          | 4-2      |
| 2002      | Copa CAF                     | Segunda Ronda    | Satellite           | 0-0          | 0-1          | 0-1      |
| 2010      | Copa Confederación de la CAF | Ronda Preliminar | ASC Diaraf          | 2-0          | 1-2          | 3-2      |
| 2010      | Copa Confederación de la CAF | Primera Ronda    | Baraka Djoma SSG    | 1-0          | 0-0          | 1-0      |
| 2010      | Copa Confederación de la CAF | Segunda Ronda    | Stade Malien        | 2-0          | 0-0          | 2-0      |
| 2010      | Copa Confederación de la CAF | Tercera Ronda    | Supersport United   | 1-0          | 1-2          | 2-2 (v.) |
| 2010      | Copa Confederación de la CAF | Fase de grupos   | Sfaxien             | 2-1          | 0-3          | 1º lugar |
| 2010      | Copa Confederación de la CAF | Fase de grupos   | Haras El Hodood     | 1-0          | 2-1          | 1º lugar |
| 2010      | Copa Confederación de la CAF | Fase de grupos   | Zanaco              | 1-0          | 1-1          | 1º lugar |
| 2010      | Copa Confederación de la CAF | Semifinales      | Al-Ittihad Trípoli  | 0-1          | 2-1          | 2-2 (v.) |
| 2010      | Copa Confederación de la CAF | Final            | Sfaxien             | 0-0          | 3-2          | 3-2      |
| 2011      | Supercopa de la CAF          | Final            | Mazembe             | 0-0 (8-9 p.) | 0-0 (8-9 p.) | 0-0      |
| 2011      | Copa Confederación de la CAF | Primera Ronda    | Touré Kunda Footpro | 2-0          | 1-2          | 3-2      |
| 2011      | Copa Confederación de la CAF | Segunda Ronda    | 1.º de Agosto       | 1-1          | 0-1          | 1-2      |
| 2013      | Liga de Campeones de la CAF  | Ronda Preliminar | Real de Banjul      | 1-0          | 1-2          | 2-2 (v.) |
| 2013      | Liga de Campeones de la CAF  | Primera Ronda    | Union Douala        | 3-0          | 0-1          | 3-1      |
| 2013      | Liga de Campeones de la CAF  | Segunda Ronda    | Séwé Sports         | 1-1          | 0-0          | 1-1 (v.) |
| 2013      | Copa Confederación de la CAF | Tercera Ronda    | FAR Rabat           | 1-0          | 3-3          | 4-3      |
| 2013      | Copa Confederación de la CAF | Fase de grupos   | Sétif               | 1-0          | 1-1          | 3º lugar |
| 2013      | Copa Confederación de la CAF | Fase de grupos   | Mazembe             | 2-0          | 0-3          | 3º lugar |
| 2013      | Copa Confederación de la CAF | Fase de grupos   | CA Bizertin         | 1-1          | 0-1          | 3º lugar |
| 2015      | Copa Confederación de la CAF | Primera Ronda    | Togo-Port           | 3-0          | 1-2          | 4-2      |
| 2015      | Copa Confederación de la CAF | Segunda Ronda    | Zamalek             | 2-3          | 0-0          | 2-3      |
| 2017      | Liga de Campeones de la CAF  | Ronda Preliminar | FC Johansen         | 3-0          | 1-1          | 4-1      |
| 2017      | Liga de Campeones de la CAF  | Primera Ronda    | Al-Ahli (Trípoli)   | 3-1          | 0-2          | 3-3 (v.) |
| 2023/24   | Copa Confederación de la CAF | Primera Ronda    | Loto-Popo FC        | 3-0          | 2-0          | 5-0      |
| 2023/24   | Copa Confederación de la CAF | Segunda Ronda    | USM Alger           | 1-1          | 0-0          | 1-1 (v.) |

## Jugadores

### Jugadores destacados
| - Hassan Akesbi - Mustapha Bidoudane - Abdellah Blinda - Saïd Chiba - Khalid Fouhami - Mourad Hdiouad - Khalid Labied |  | - Aziz Lagraoui - Khalid Meghraoui - Abderrahim Ouakili - Youssef Rabeh - Salaheddine Sibaoueh - Hicham Zerouali |

## Entrenadores
- Abass Kabiss (1946–47)
- Hassan Belmaki (1947–50)
- Ahmed Chhoud (1950–53)
- Guy Cluseau (1953–55)
- Larbi Ben M'Barek (1955–58)
- Raphael Benatar (1958–60)
- Lucien Hazza (1961–62)
- Elmamoun Errgani (1963)
- Baski (1963–65)
- Raphael Benatar (1966–67)
- Hassan Akesbi (1967–68)
- Mohamed Jebrane (1968–78)
- Mustapha Belahcen (1978–79)
- Abdelkbir Mzour (1979–81)
- Mohamed Kessou (1981–82)
- Abdellah Blinda (1982–84)
- Mohamed Jebrane (1984–85)
- Abdelhak Louzani (1985–86)
- Mohamed Maaroufi (1986–87)
- Mohamed El Omari (1987–88)
- Bel Ayyachi (1988–89)
- Abdellah Blinda (1989–92)
- Abdelghani Benassiri (1992–93)
- Zaki Badou (1993–95)
- Philippe Troussier (1995–97)
- Said El Kheidar (1997–98)
- Yves Todorov (1998-00)
- Lucien Herppy (2000–01)
- Lucien Herppy,  Yves Todorov (2001–02)
- Belayachi, Noureddine Ben Omar (2002–03)
- Noureddine Ben Omar,  Abdellah Blinda (2003–04)
- Salki (2004–05)
- Jawhar, Lkhayder (2004–05)
- Abderrazak Khairi (2006–07)
- Abdellah Blinda (2007)
- Rachid Taoussi (2007–08)
- Jedrane (2007–08)
- François Bracci (2008)
- Houssine Amouta (2008–11)
- Jamal Sellami (2011-14)
- Walid Regragui (2014-2020)
- Mustapha Khalfi (2020-2021)
- Amine Benhachem (2021)
- Noureddine Benomar (2021)
- Jamal Sellami (2021-)